# جرسي (لباس)

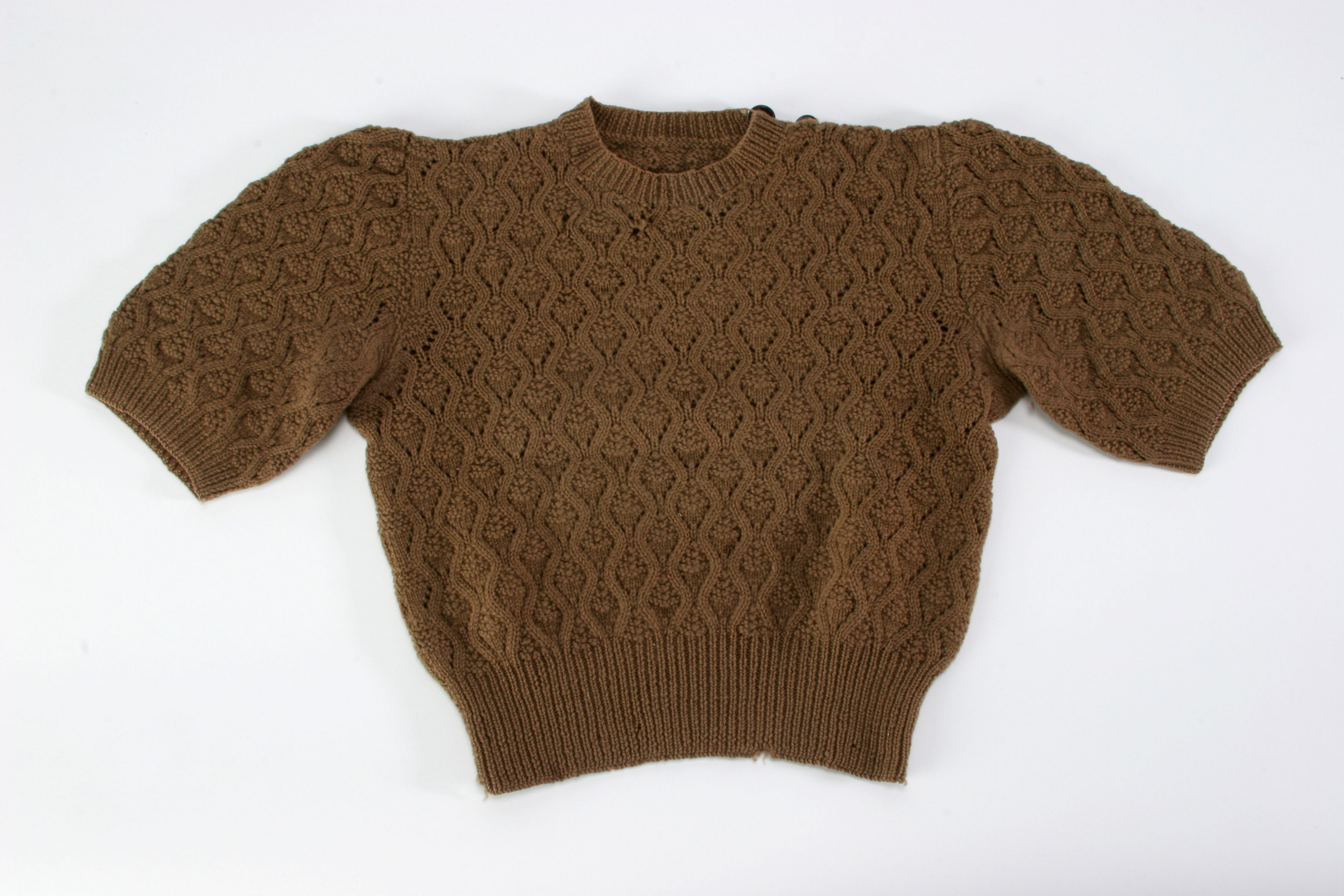
جرسي محبوك تقليدي.

الجُرْسِيّ هو قطعة من الملابس المحبوكة، عادة ما يكون مصنوعاً من الصوف أو القطن ويكون بأكمام ويلبس ككنزة، لأنه لا يفتح من الأمام، على عكس السترة المحبوكة. عادة ما يكون منسوجاً بشكل وثيق ومُحاكاً آلياً على عكس الجيرنزي الذي غالباً ما يكون منسوجاً يدوياً بخيوط أكثر سُمكاً. بالإنجليزية عادة ما تُستخدم كلمة جرسي بدلاً من كنزة.
الكلمة تستخدم كثيراً في المملكة المتحدة عندما يتحدث عن جزء من اللباس العسكري أو الأمني.

## التاريخ
جزيرة جيرسيه التي تتواجد في منطقة القنال الإنجليزي اشتهرت بصنع مثل هذه الملابس في القرون الوسطى ولذلك اشتق اسم القميص من اسم الجزيرة . القميص التقليدي مصبوغ باللون الأزرق الداكن باستخدام صبغة خاصة لا تنزع من الصوف مادته الزيتية ولذلك فهذه الملابس مقاومة للمياه . الصوف المستخدم يتم في كثير من الأحيان إشباعه بالزيوت لمضاعفة مقاومة المياه .

## الرياضة

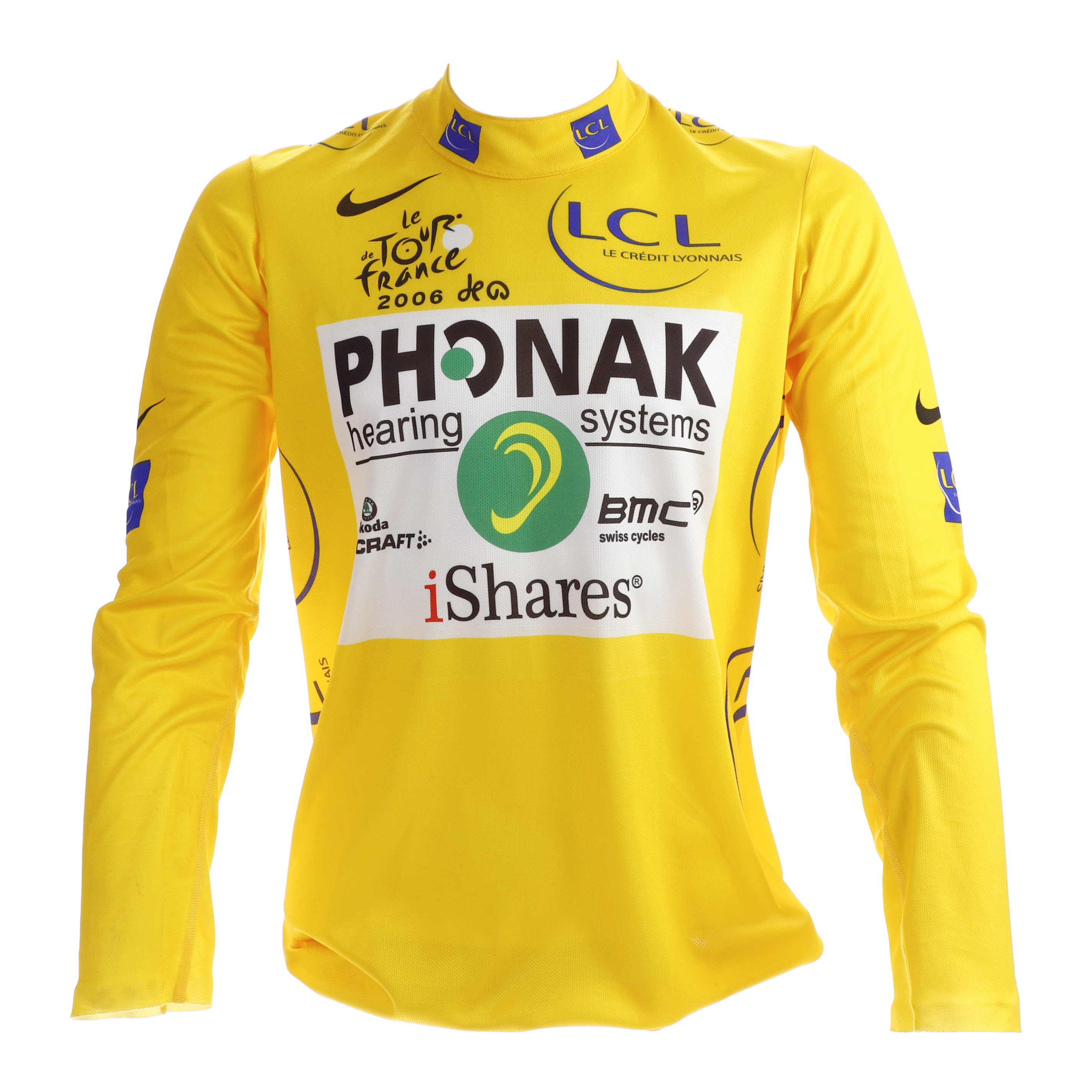
جرسي عصري.

يتم استخدام هذا النوع من القمصان في الألعاب الرياضية حيث يتم كتابة رقم اللاعب ووضع شعار النادي وشعار الشركات الراعية . يلبس المتصدر في سباق الدراجات الهوائية قميص لونه أصفر للدلالة على صدارته . هذا القميص مصنوع من مادة صناعية تساعد في تبخر العرق وعدم بقائه على الجسم . اللباس الرئيسي في لعبة هوكي الجليد يسمى هوكي جيرسيه . هذا اللباس بالإضافة إلى لباس رياضيي لعبة كرة السلة والذي يكون عادة من دون أكمام وقميص رياضيي لعبة البيسبول أصبح من أهم الأزياء الرياضية .
في بعض الألعاب مثل كرة السلة وكرة القدم الأمريكية يتم إحالة بعض الجيرسيه للتقاعد بسبب الإنجاز الهائل الذي حققه اللاعب الذي كان يرتديه . تقاعد القميص يتبعه تقاعد للرقم المكتوب على ظهره حيث يصبح غير متاح للأجيال المستقبلية . عادة ما يتكون رقم الجيرسيه من رقم مزدوجين (00-99) مما يتيح الفرصة لاختيار رقم من بين 100 رقم حسب قوانين الألعاب . على سبيل المثال فإن في لعبة كرة السلة الجامعية فإن القوانين تلزم أي فريق باختيار أول 36 رقم فقط .

## متفرقات
عادة فإن في أستراليا ونيوزيلندا عندما يصل الطالب إلى السنة النهائية من الدراسة فإنهم يلبسون لباس جيرسيه رياضي عادة ما يكون لفريق رجبي واضعين فيه ألوان شعار المدرسة والسنة التي سيتم فيها التخرج والكنية الشخصية . عادة ما يتم لبس هذا الجيرسيه فوق الزي الموحد المدرسي .